# Greatest Hits (álbum de Spice Girls)
Greatest Hits é o álbum de grandes êxitos do girl group britânico Spice Girls, Recebeu um lançamento físico em todo o mundo em novembro de 2007, exceto para os Estados Unidos, onde recebeu uma versão limitada em 6 de novembro de 2007 através do Victoria's Secret e um lançamento completo em 15 de janeiro de 2008. Foi seu primeiro álbum a ser lançado em sete anos e foi apoiado por uma turnê mundial de acompanhamento. O Greatest Hits das Spice Girls, foi o álbum de grupo feminino, mais vendido do mundo em 2007. Em agosto de 2012, após a apresentação das Spice Girls nas Olimpíadas de 2012 em Londres, o álbum  nos dez melhores, vinte e trinta dos principais paradas do mundo, incluindo o Reino Unido, os Estados Unidos, a Nova Zelândia e a Austrália.

## Antecedentes
O plano de uma reunião das Spice Girls foi confirmado por Mel B, em junho de 2005. Ela afirmou: "Vamos voltar, porque todas nós queremos. Eu sei que todas estão preparadas para isso. Haverá um álbum de grandes sucessos e temos muitas músicas novas que ninguém ainda ouviu". Em 28 de junho de 2007, o grupo realizou uma coletiva de imprensa no The O2 Arena, revelando sua intenção de se reunir. Durante a conferência, o grupo confirmou sua intenção de embarcar em uma turnê mundial de shows, começando por Vancouver, em 2 de dezembro de 2007. "Eu quero ser uma Spice Girl novamente. Somos como irmãs e nós temos nossos desentendimentos, mas no final do dia voltamos a ficar juntas", disse Emma Bunton, enquanto Melanie Chisholm comentou que a turnê "será em um momento bem apropriado". Um Adeus digno aos nossos fãs". Com o retorno do grupo, o single "Headlines (Friendship Never Ends)", foi anunciado como single oficial do Children in Need de 2007, e lançado nas rádios em 23 de outubro, enquanto foi lançado digitalmente em 5 de novembro e comercialmente em 19 de novembro de 2007.

## Lançamento
O álbum foi lançado em vários formatos diferentes, incluindo versões com DVDs e CDs de bônus. O conjunto de caixas da edição limitada inclui o CD da edição padrão normal, um CD de karaoke (de todas as 13 faixas lançadas anteriormente), um CD de remix, um DVD de vídeos musicais do grupo, cartões postais individuais de cada integrante e uma pulseira de amizade com as palavras Spice Girls.
Nos Estados Unidos, o álbum foi inicialmente lançado apenas através das lojas Victoria's Secret (que veio com três remixes para download de "Wannabe", "2 Become 1" e "Spice Up Your Life"), juntamente com um lançamento digital pelo iTunes Store. Foi anunciado que outras lojas de varejo as receberiam em 15 de janeiro de 2008; No entanto, os varejistas online listaram a data em 11 de dezembro de 2007 e as cópias do álbum foram encontradas em pontos de venda fora do Victoria's Secret, no dia do lançamento. Apesar da revisão das paradas da Billboard charts (no início da semana em 7 de novembro de 2007) nos Estados Unidos, definiu que os álbuns vendidos por varejistas exclusivos (por exemplo, Walmart, etc.) foram elegíveis por entrar no Billboard 200, Greatest Hits vendeu mais de 600.000 cópias, através das lojas Victoria's Secret, mas não foi elegível por entrar na semana de 13 de novembro de 2007, devido ao Victoria's Secret não ser filiado ao SoundScan.

## Capa
A obra de arte para da capa do Greatest Hits, foi revelado através do site oficial do grupo em agosto de 2007. De acordo com o anúncio, o grupo estava envolvido com o projeto e ficou satisfeito com o resultado. Possui um logotipo incrustado de jóias, que homenageia o álbum de estréia do grupo, Spice (1996). As jóias foram desenhadas por David Morris e cada letra representa uma integrante do grupo. O "S" é feito de ouro e representa Victoria Beckham; O rubi rosa com a letra "P" é Emma Bunton; A letra "I" de Melanie C é feita de um diamante; Geri Halliwell é o "C", feito de pedras de ametista e a esmeralda "E" é Melanie B. De acordo com uma fonte, elas queriam algo simples e elegante, e é uma das capas de álbuns mais caras já feitas.

## Recepção

### Recepção da critica
| Críticas profissionais | Críticas profissionais |
| Avaliações da crítica  | Avaliações da crítica  |
| Fonte                  | Avaliação              |
| ---------------------- | ---------------------- |
| AllMusic               | [ 17 ]                 |
| BBC Music              | positivo               |
| IGN                    | positivo               |
| NME                    | [ 20 ]                 |
| The Daily Collegian    | A                      |

Stephen Thomas Erlewine da AllMusic, escreveu que as músicas apresentadas no álbum envelheciam "exatamente como você pensava que seria".. Spence D. da IGN citou Greatest Hits como sendo "praticamente o que você esperaria que seja". De acordo com um escritor do The Daily Collegian, a compilação dos maiores sucessos "nos mostra que quando essas cinco mulheres cantam, elas parecem incríveis", ao mesmo tempo em que comentam que suas integrantes "mudaram em seu tempo longe uma das outras, mas o som marcante das Spice Girls permanece o mesmo que sempre foi". Escrevendo para a BBC Music, Talia Kraines foi positiva em sua revisão, dizendo que "se você fosse um dos muitos odiadores das Spice Girls no dia, então este CD não mudará sua opinião sobre elas. Mas se você cresceu assistindo cada movimento deles, então esta é uma fatia de nostalgia que milagrosamente ainda soa atual". NME deu a compilação uma revisão mista, afirmando que "quase no meio desta compilação, ela atinge as famílias, e mostra o quão dramaticamente as Spice Girls se perderam no tempo, [...] Os gostos de Say You'll Be There e "Goodbye", são músicas para qualquer idade".

### Recepção comercial
No país de origem do grupo do Reino Unido, o álbum perdeu o primeiro lugar, atingindo o número 2 no UK Albums Chart. Até o momento, vendeu mais de 400 mil no país. Apesar da falta de número um no Reino Unido, conseguiu se tornar o primeiro álbum número um do grupo na Austrália e foi certificado de platina lá (pelas vendas de mais de 70 mil unidades). Por razões acima mencionadas, apesar de vender mais de 600 mil exemplares, através das lojas Victoria's Secret nos Estados Unidos, o álbum quase não entrou no top 100 da Billboard 200, atingindo o pico no número 93. Em outro lugar, o álbum alcançou o número 9 na Irlanda, número 15 na Nova Zelândia e conseguiu atingir o pico dentro dos 20 melhores na Itália, os 50 melhores na Suécia e os 75 maiores na Alemanha, Suíça, Áustria e Holanda. O álbum entrou no top 10 no número 7 na parada da European Top 100 Albums, publicado pela Billboard. Em agosto de 2012, após a apresentação das Spice Girls nas Olimpíadas de 2012 em Londres, o álbum foi recolocado nos dez melhores, vinte e trinta das principais paradas do mundo, incluindo o Reino Unido, os Estados Unidos, a Nova Zelândia e a Austrália.

## Promoção
Em novembro de 2007, o grupo cantou juntos pela primeira vez em quase uma década no salão de moda Victoria's Secret Fashion Show, localizado em Los Angeles, Califórnia. O grupo que se vestiu com roupas temáticas de militares cantando "Stop" e "Headlines (Friendship Never Ends)", em frente a gigantescas luzes brilhantes que piscavam em torno da palavra "Spice" no fundo. Uma performance em playback das músicas, vestidas com roupas de marinheiro azul, exibida em 17 de novembro de 2007 para a maratona Children in Need. A música também foi single oficial do Children in Need de 2007. Além disso, elas cantaram "2 Become 1", no final da quinta temporada do programa de televisão britânico Strictly Come Dancing. Elas usavam vestidos de chão e usavam microfones cobertos de brilho, enquanto dançarinas profissionais faziam uma coreografia na frente delas. O cineasta Bob Smeaton, dirigiu um documentário oficial sobre a reunião. Foi intitulado Spice Girls: Giving You Everything e foi exibido pela primeira vez no Fox8 da Austrália em 16 de dezembro de 2007, seguido pela BBC One no Reino Unido, em 31 de dezembro.
Em 28 de junho de 2007, o grupo cantou em uma coletiva de imprensa no The O2 Arena, revelando sua intenção de se reunir e embarcar em uma nova turnê. Elas anunciaram a turnê The Return of the Spice Girls em seu site e que começariam em Vancouver em 2 de dezembro de 2007. As vendas de ingressos para a primeira data de Londres da turnê foram esgotadas em 38 segundos. Foi relatado que mais de um milhão de pessoas se inscreveram no Reino Unido sozinhas e mais de cinco milhões em todo o mundo para um sorteio de ingressos no site oficial da banda. Dezesseis datas adicionais em Londres foram adicionadas e esgotadas. Nos Estados Unidos, Las Vegas, Los Angeles e San Jose mostram também esgotadas, levando datas adicionais a serem adicionadas. Foi anunciado que as Spice Girls estariam abrindo datas em Chicago, Detroit e Boston, além de datas adicionais em Nova York para acompanhar a demanda. No primeiro show no Canadá, elas tocaram para uma audiência de 15 mil pessoas, cantando vinte canções e mudando de roupa um total de oito vezes. Em 1 de fevereiro de 2008, foi anunciado que devido a compromissos pessoais e familiares, sua turnê terminaria em Toronto em 26 de fevereiro de 2008, o que significa que as datas da turnê em Pequim, Hong Kong, Xangai, Sydney, Cidade do Cabo e Buenos Aires estavam sendo canceladas.

## Singles
O álbum apresenta duas novas músicas: "Headlines (Friendship Never Ends)" e "Voodoo". "Headlines (Friendship Never Ends)" foi lançado como single em 5 de novembro de 2007 e alcançou o número 11 no Reino Unido. A integrante da Spice Girls, Geri Halliwell, descreveu "Headlines (Friendship Never Ends)" como uma "grande música de amor" e "um clássico das Spice Girls".

## Faixas
Créditos adaptados das notas de linha de Greatest Hits.
| N.º            | Título                                        | Compositor(es) | Produtor(es)                 | Duração |  |
| 1.             | "Wannabe" (de Spice, 1996)                    | Spice Girls Richard Stannard Matt Rowe | Rowe Stannard                | 2:54    |  |
| 2.             | "Say You'll Be There" (de Spice)              | Spice Girls Jon B. Eliot Kennedy | Absolute                     | 3:58    |  |
| 3.             | "2 Become 1" (de Spice)                       | Spice Girls Stannard Rowe | Rowe Stannard Andy Bradfield | 4:04    |  |
| 4.             | "Mama" (de Spice)                             | Spice Girls Stannard Rowe | Rowe Stannard                | 3:42    |  |
| 5.             | "Who Do You Think You Are" (de Spice)         | Spice Girls Andy Watkins Paul Wilson | Absolute                     | 3:46    |  |
| 6.             | "Move Over" (de Spiceworld, 1997)             | Spice Girls Clifford Lane Stannard Mary Wood                                                                                                | Rowe Stannard                | 2:44    |  |
| 7.             | "Spice Up Your Life" (de Spiceworld)          | Spice Girls Stannard Rowe | Rowe Stannard                | 2:56    |  |
| 8.             | "Too Much" (de Spiceworld)                    | Spice Girls Watkins Wilson | Absolute                     | 3:53    |  |
| 9.             | "Stop" (de Spiceworld)                        | Spice Girls Watkins Wilson | Absolute                     | 3:26    |  |
| 10.            | "Viva Forever" (de Spiceworld)                | Spice Girls Stannard Rowe | Rowe Stannard                | 4:14    |  |
| 11.            | "Let Love Lead the Way" (de Forever, 2000)    | Victoria Beckham Melanie Brown Emma Bunton Melanie Chisholm LaShawn "The Big Shiz" Daniels Fred Jerkins III Rodney Jerkins Harvey Mason Jr. | Mason Jr. Daniels Jerkins    | 4:16    |  |
| 12.            | "Holler" (de Forever)                         | Beckham Brown Bunton Chisholm Daniels Jerkins III Jerkins                                                                                   | Daniels Jerkins              | 3:57    |  |
| 13.            | "Headlines (Friendship Never Ends)" (inédita) | Spice Girls Stannard Rowe | Rowe Stannard                | 3:31    |  |
| 14.            | "Voodoo" (inédita)                            | Spice Girls Stannard Rowe | Rowe Stannard                | 3:11    |  |
| 15.            | "Goodbye" (de Forever)                        | Spice Girls Stannard Rowe | Rowe Stannard                | 4:22    |  |
| Duração total: | Duração total:                                | Duração total: | Duração total:               | 54:54   |  |

| iTunes Store – Deluxe |                                          |         |  |
| N.º                   | Título                                   | Duração |  |
| 16.                   | "Wannabe" (Junior Vasquez Gomis Dub)     | 6:38    |  |
| 17.                   | "Tell Me Why" (Jonathan Peters Edit)     | 3:24    |  |
| 18.                   | "Say You'll Be There" (Junior's X-Beats) | 6:57    |  |
| 19.                   | "Girl Power" (videoclipe)                | 5:26    |  |

| DVD – Edição especial |                                                       |                   |         |  |
| N.º                   | Título                                                | Diretor(es)       | Duração |  |
| 1.                    | "Wannabe"                                             | Jhoan Camitz      | 3:56    |  |
| 2.                    | "Say You'll Be There"                                 | Vaughan Arnell    | 3:52    |  |
| 3.                    | "2 Become 1"                                          | Big TV!           | 3:56    |  |
| 4.                    | "Mama"                                                | Big TV!           | 3:37    |  |
| 5.                    | "Who Do You Think You Are"                            | Greg Masuak       | 3:42    |  |
| 6.                    | "Spice Up Your Life"                                  | Marcus Nispel     | 3:05    |  |
| 7.                    | "Too Much"                                            | Howard Greenhalgh | 3:50    |  |
| 8.                    | "Stop"                                                | James Brown       | 3:31    |  |
| 9.                    | "Viva Forever"                                        | Steve Box         | 4:10    |  |
| 10.                   | "Let Love Lead the Way"                               | Greg Masuak       | 4:18    |  |
| 11.                   | "Holler"                                              | Jake Nava         | 4:15    |  |
| 12.                   | "Headlines (Friendship Never Ends)" (US edition only) | Anthony Mandler   | 3:56    |  |
| 13.                   | "Goodbye"                                             | Howard Greenhalgh | 4:35    |  |

## Desempenho nas tabelas musicais
| Chart (2007)                          | Maior posição |
| ------------------------------------- | ------------- |
| Alemanha (Offizielle Deutsche Charts) | 50            |
| Argentina (CAPIF)                     | 8             |
| Austrália (ARIA)                      | 1             |
| Áustria (Ö3 Austria Top 40)           | 70            |
| Bélgica (Ultratop Flandres)           | 62            |
| Bélgica (Ultratop Valônia)            | 78            |
| Brasil (ABPD)                         | 2             |
| Canadá (Billboard)                    | 11            |
| Escócia (OCC)                         | 6             |
| Espanha (PROMUSICAE)                  | 23            |
| EUA Billboard 200                     | 93            |
| Europa (Top 100 Albums)               | 7             |
| Grécia (IFPI)                         | 9             |
| Irlanda (IRMA)                        | 9             |
| Itália (FIMI)                         | 20            |
| Japão (Oricon)                        | 18            |
| México (Top 100)                      | 34            |
| Nova Zelândia (RIANZ)                 | 15            |
| Países Baixos (MegaCharts)            | 73            |
| Reino Unido (OCC)                     | 2             |
| Suécia (Sverigetopplistan)            | 50            |
| Suíça (Swiss Hitparade)               | 52            |
| Chart (2012)                          | Maior posição |
| Reino Unido (UK Albums Chart)         | 18            |
| Chart (2013)                          | Maior posição |
| Reino Unido (UK Albums Chart)         | 98            |

| Chart (2007)                        | Maior posição |
| ----------------------------------- | ------------- |
| Austrália (Australian Albums Chart) | 36            |

## Vendas e certificações
| Região                                                                                             | Certificação | Vendas  |
| -------------------------------------------------------------------------------------------------- | ------------ | ------- |
| Austrália (ARIA)                                                                                   | Platina      | 70,000^ |
| Brasil (Pro-Música Brasil)                                                                         | Platina      | 30,000* |
| Canadá (Music Canada)                                                                              | Ouro         | 50,000^ |
| Estados Unidos (RIAA)                                                                              | Ouro         | 600,000 |
| Irlanda (IRMA)                                                                                     | Platina      | 15,000^ |
| Nova Zelândia (RMNZ)                                                                               | Ouro         | 7,000^  |
| Reino Unido (BPI)                                                                                  | Platina      | 300,000 |
| *números de vendas baseados somente na certificação ^distribuições baseadas apenas na certificação |              |         |

## Histórico de lançamento
| Região      | Data                    | Formato           | Gravadora       |
| ----------- | ----------------------- | ----------------- | --------------- |
| Japão       | 7 de novembro de 2007   | CD CD+ DVD        | EMI Music Japan |
| Alemanha    | 9 de novembro de 2007   | Box set CD CD+DVD | EMI             |
| Reino Unido | 12 de novembro de 2007  | Box set CD CD+DVD | Virgin          |
| Canadá      | 13 de novembro de 2007  | CD                | Virgin          |
| EUA         | 13 de novembro de 2007  | CD                | Virgin          |
| Japão       | 28 de novembro de 2007  | Box set           | EMI Music Japan |
| EUA         | 15 de janeiro de 2008   | Box set CD CD+DVD | Virgin          |
| Japão       | 10 de fevereiro de 2008 | CD                | EMI Music Japan |
| Japão       | 5 de dezembro de 2008   | CD                | EMI Music Japan |
| Japão       | 11 de junho de 2014     | SHM-CD            | EMI Music Japan |